# 1977-es Formula–1 francia nagydíj
A francia nagydíj volt az 1977-es Formula–1 világbajnokság kilencedik futama.

## Futam
| Helyezés | #  | Versenyző          | Csapat/Motor       | Körök | Idő/Kiesés oka  | Rajthely | Pontszám |
| -------- | -- | ------------------ | ------------------ | ----- | --------------- | -------- | -------- |
| 1        | 5  | Mario Andretti     | Lotus-Ford         | 80    | 1:39:40,13      | 1        | 9        |
| 2        | 7  | John Watson        | Brabham-Alfa Romeo | 80    | 1,55            | 4        | 6        |
| 3        | 1  | James Hunt         | McLaren-Ford       | 80    | 33,87           | 2        | 4        |
| 4        | 6  | Gunnar Nilsson     | Lotus-Ford         | 80    | + 1:11,08       | 3        | 3        |
| 5        | 11 | Niki Lauda         | Ferrari            | 80    | + 1:14,15       | 9        | 2        |
| 6        | 12 | Carlos Reutemann   | Ferrari            | 79    | + 1 kör         | 6        | 1        |
| 7        | 22 | Clay Regazzoni     | Ensign-Ford        | 79    | + 1 kör         | 16       |          |
| 8        | 26 | Jacques Laffite    | Ligier-Matra       | 78    | + 2 kör         | 5        |          |
| 9        | 2  | Jochen Mass        | McLaren-Ford       | 78    | + 2 kör         | 7        |          |
| 10       | 24 | Rupert Keegan      | Hesketh-Ford       | 78    | + 2 kör         | 14       |          |
| 11       | 28 | Emerson Fittipaldi | Fittipaldi-Ford    | 77    | + 3 kör         | 22       |          |
| 12       | 3  | Ronnie Peterson    | Tyrrell-Ford       | 77    | + 3 kör         | 17       |          |
| 13       | 19 | Vittorio Brambilla | Surtees-Ford       | 77    | + 3 kör         | 11       |          |
| HN       | 10 | Ian Scheckter      | March-Ford         | 69    | Helyezés nélkül | 20       |          |
| Kiesett  | 20 | Jody Scheckter     | Wolf-Ford          | 66    | Baleset         | 8        |          |
| Kiesett  | 8  | Hans-Joachim Stuck | Brabham-Alfa Romeo | 64    | Baleset         | 13       |          |
| Kiesett  | 17 | Alan Jones         | Shadow-Ford        | 60    | Erőátvitel      | 10       |          |
| Kiesett  | 37 | Arturo Merzario    | March-Ford         | 27    | Váltó           | 18       |          |
| Kiesett  | 4  | Patrick Depailler  | Tyrrell-Ford       | 21    | Baleset         | 12       |          |
| Kiesett  | 16 | Riccardo Patrese   | Shadow-Ford        | 6     | Motorhiba       | 15       |          |
| Kiesett  | 31 | David Purley       | LEC-Ford           | 5     | Baleset         | 21       |          |
| Kiesett  | 34 | Jean-Pierre Jarier | Team Penske-Ford   | 4     | Baleset         | 19       |          |
| NK       | 9  | Alex Ribeiro       | March-Ford         |       |                 |          |          |
| NK       | 27 | Patrick Nève       | March-Ford         |       |                 |          |          |
| NK       | 30 | Brett Lunger       | McLaren-Ford       |       |                 |          |          |
| NK       | 25 | Harald Ertl        | Hesketh-Ford       |       |                 |          |          |
| NK       | 18 | Larry Perkins      | Surtees-Ford       |       |                 |          |          |
| NK       | 39 | Héctor Rebaque     | Hesketh-Ford       |       |                 |          |          |
| NK       | 18 | Patrick Tambay     | Surtees-Ford       |       |                 |          |          |
| NK       | 35 | Conny Andersson    | BRM                |       |                 |          |          |

## Statisztikák
Vezető helyen:
- James Hunt: 4 (1-4)
- John Watson: 75 (5-79)
- Mario Andretti: 1 (80)

Mario Andretti 5. győzelme, 6. pole-pozíciója, 5. leggyorsabb köre, 1. mesterhármasa (gy, pp, lk)
- Lotus 62. győzelme.

Patrick Tambay első versenye.